# Țânțăreni, Gorj
Țânțăreni là một xã thuộc hạt Gorj, România. Dân số thời điểm năm 2002 là 5846 người.